# Hexatoma (Eriocera) nigrina
Hexatoma (Eriocera) nigrina is een tweevleugelige uit de familie steltmuggen (Limoniidae). De soort komt voor in het Oriëntaals gebied.